# حوزه انتخابیه رودسر و املش
حوزهٔ انتخاباتی رودسر و املش یکی از حوزه از حوزه‌های استان گیلان برای انتخابات مجلس شورای اسلامی است. این حوزه به مرکزیت رودسر، ۱ نماینده دارد.

## نمایندگان ادوار

### دوره دهم
اسدالله عباسی

### دوره یازدهم
محمد صفری ملکیان

### دوره دوازدهم
محمد علیجانی

## پی‌نوشت و منبع
1. ↑  «ائتلاف بزرگ اصولگرایان استان گیلان گزینه مورد حمایتش در حوزه انتخابیه آستارا را معرفی کرد». ۸دی نیوز. ۵ اسفند ۱۳۹۴. دریافت‌شده در ۲۰ مرداد ۱۳۹۵.

- «جدول حوزه‌های انتخابیه در انتخابات دهمین دورهٔ مجلس شورای اسلامی» (PDF). مرکز پژوهش و سنجش افکار صدا و سیما. بایگانی‌شده از اصلی (PDF) در ۵ اكتبر ۲۰۱۸. دریافت‌شده در ۳ اوت ۲۰۱۶. تاریخ وارد شده در |archive-date= را بررسی کنید (کمک)